# Municipio de Smith (condado de Whitley)
El municipio de Smith (en inglés: Smith Township) es un municipio ubicado en el condado de Whitley en el estado estadounidense de Indiana. En el año 2010 tenía una población de 5327 habitantes y una densidad poblacional de 58,26 personas por km².

## Geografía
El municipio de Smith se encuentra ubicado en las coordenadas 41°12′57″N 85°21′40″O / 41.21583, -85.36111. Según la Oficina del Censo de los Estados Unidos, el municipio tiene una superficie total de 91.43 km², de la cual 90,46 km² corresponden a tierra firme y (1,06 %) 0,97 km² es agua.

## Demografía
Según el censo de 2010, había 5327 personas residiendo en el municipio de Smith. La densidad de población era de 58,26 hab./km². De los 5327 habitantes, el municipio de Smith estaba compuesto por el 97,88 % blancos, el 0,15 % eran afroamericanos, el 0,3 % eran amerindios, el 0,3 % eran asiáticos, el 0,23 % eran de otras razas y el 1,15 % eran de una mezcla de razas. Del total de la población el 1,5 % eran hispanos o latinos de cualquier raza.